# Ignazio Silone
Ignazio Silone (Pescina dei Marsi, 1. svibnja 1900. – Ženeva, 22. kolovoza 1978.), talijanski književnik.
U mladosti je bio komunist, zatim socijalist i antifašist, a do 1945. živio je u emigraciji (Švicarska). U romanima "Fontamara", "Kruh i vino" i "Sjeme pod snijegom" evocira patnje talijanskih seljaka i njihov otpor fašizmu, te ilegalni rad antifašističkih boraca. U posljednjem razdoblju pisao je politički angažirane romane i eseje ("Pregršt kupina", "Lukina tajna", "Kronika o jednom siromašnom kršćaninu" - literalizirana povijest papa Celestina V.)  